# Guillermo Meza
Guillermo Ademir Meza Moreno (13 de maio de 1988 - 6 de maio de 2010) foi um futebolista mexicano que atuava como zagueiro. Jogava no Pumas Morelos do México.